# Adam Sajtjev
Adam Sajtjev, född den 12 december 1977 i Dagestan, Sovjetunionen, är en rysk brottare som tog OS-guld i mellanviktsbrottning i fristilsklassen 2000 i Sydney. Han är bror till den trefaldige olympiske mästaren Buvajsar Sajtijev.